# 성주로 (부천시)
성주로(Seongju-ro)는 경기도 부천시 소사구 송내동에서 심곡본동까지 이르는 부천시도로, 총 연장은 2.780 km이다. 도로의 명칭이 유래된 것은 인근에 있는 성주산의 명칭을 인용한 것에서 유래되었다.

## 역사
- 2009년 11월 12일 : 도로명으로 성주로를 고시

## 주요 경유지
- 부천시
  - 소사구
    - 송내동 - 심곡본동

## 접촉하는 도로
- 경인로 (국도 제46호선, 국도 제39호선의 일부이며 기종점 모두 교차)
- 중동로
- 심곡로

## 주변 건물 및 시설
- 성주중학교 (성주로 24/송내동 418)
- 모두빌 (성주로 38/송내동 421-26)
- 수팰리스 (성주로 42/송내동 424-6)
- 유창파크빌 (성주로 50/송내동 422-16)
- 송내동 동신아파트 (성주로 66/송내동 441-8)
- 생명수한의원 (성주로 69/송내동 433-18)
- 현대아파트종합상가 (성주로 84/송내동 450-8)
- 현대고층아파트 (성주로 86-4/송내동 450-1)
- 송내e-편한세상 (성주로 100/송내동 463-106)
- 성주초등학교 (성주로 118/송내동 486)
- 대훈탑스빌 (성주로 122/송내동 614-1)
- 월드탑 (성주로 124/송내동 614-4)
- 부영빌라 (성주로 134/송내동 627-9)
- 예일캐슬 (성주로 135/송내동 610-6)
- 성도빌리지 (성주로 137/송내동 610-23)
- 세종모닝빌라 (성주로 141/송내동 611-4)
- 부천남부경찰서 송내지구대 (성주로 147/송내동 611-2)
- 부천남중학교 (성주로 148/송내동 628)
- 아이원팰리스 (성주로 153/송내동 630-7)
- e편한세상 부천심곡 (성주로 158/송내동 820-2)
- 그린하우스 (성주로 163/심곡본동 582-32)
- 대창 스페이스빌 (성주로 165/심곡본동 584-4)
- 유성스카이빌 (성주로 171/심곡본동 608-28)
- 펠리스타운3차 (성주로 172/심곡본동 621-1)
- 노블레스빌 (성주로 179/심곡본동 612-5)
- 롯데하이츠빌 (성주로 182/심곡본동 613-14)
- 두산빌라 (성주로 184/심곡본동 613-8)
- 삼성하이츠빌 (성주로 186/심곡본동 613-9)
- 엘지드림타운 (성주로 187/심곡본동 611-18)
- 삼성더퍼스트 (성주로 212/심곡본동 701-10)
- 동원하이츠빌라 (성주로 214/심곡본동 709-6)
- 심곡빌딩 (성주로 225/심곡본동 698-2)
- 부천극동아파트 (성주로 226/심곡본동 566-1)
- 태경삼익아파트 (성주로 226-1/심곡본동 562-115)
- LG아트빌 (성주로 245/심곡본동 687-22)
- 예인쉐르빌 (성주로 251/심곡본동 687-6)
- 민민빌딩 (성주로 255/심곡본동 687-4)